# Франц Шюц
За футболиста със същите имена вижте Франц Шюц.
Франц Шюц (на немски: Franz Schütz) е германски художник.

## Биография
Роден е на 15 декември 1751 г. във Франкфурт на Майн. Той е първият син на Кристиан Георг Шюц, Стария. Проявява още от малък не само извънредни заложби, но и страстна привързаност към музиката и рисуването. От география, смятане и история не разбирал почти нищо, но композирал и рисувал с лекота и бил неизчерпаем на идеи. Парите за него нямали никакво значение. Ако имал такива, веднага ги жертвал, както и голяма част от времето си за свиренето, виното, безкрайните обеди и вечери и веселите компании, където бил незаменим със своите шеги и пантомими.
През 1777 г. Франц се запознава с базелския търговец и меценат Гедеон Буркхард, който го взема под свое покровителство, осигурява му храна и подслон до края на живота му. Взема го на пътувания до Швейцария и Северна Италия. Франц бил особено добър при рисуването на дървета, къщички, скали, водопади. В картините му рядко има хора.
Повечето от произведенията му останали при неговия меценат, някои изпращал вкъщи. Днес те могат да се видят в музеите във Фльорсхайм и Франкфурт на Майн.

От неизвестен негов приятел е останало описанието на вкусовете и характера му: 
| „ | Имаше изключително добра памет, както при рисуването, така и при музицирането. Притежаваше най-доброто сърце, без злоба и преструвка, пълно с любов и доверчивост към всички, които го приближаваха. Отмъщението му беше чуждо. Живееше в настоящето, миналото и бъдещето бяха за него празни понятия. | “ |

Винаги весел и щастлив, без да се погрижи за лошото си здраве, умира от туберкулоза на 14 май 1781 г. в Женева, където е и погребан в католическата енория Саконе.
Произведенията му бележат прехода от рококо (чийто представител е баща му) към романтизъм.

## Галерия
- „Пейзаж“
- „Пейзаж“
- „Швейцарски планински пейзаж“